# Glory Days (Film)
Glory Days (Shake, Rattle and Rock!) ist ein US-amerikanischer Musikfilm von Allan Arkush aus dem Jahr 1994. Renée Zellweger, Patricia Childress und Max Perlich sowie Howie Mandel spielen die Hauptrollen in dieser Teeniekomödie. Das Filmplakat warb seinerzeit mit folgenden Worten: „Für die Nation sind sie die größte Herausforderung seit dem 2. Weltkrieg, ihre einzige Waffe heißt Rock ’n’ Roll.“
Bei dem Film handelt es sich um ein Remake der Musicalkomödie Shake, Rattle & Rock! von Edward L. Cahn aus dem Jahr 1956 mit Mike Connors, Lisa Gaye und Sterling Holloway.

## Handlung
Die Handlung spielt in einer Kleinstadt in den USA in den 1950er Jahren. Vor allem junge Menschen sind von Rock ’n’ Roll begeistert, der unter den Erwachsenen für Aufregung sorgt. Eine lokale Fernsehshow mit dem bekannten Moderator Danny Klay wendet sich an junge örtliche Talente, die sich melden sollen, damit man sie einem größeren Publikum vorstellen kann. Im Rahmen dieser Veranstaltung hat auch eine A-cappella-Band mit dem Namen „Syreena & the Sirens“, die aus schwarzen weiblichen Mitgliedern besteht, mehr zufällig ihren großen Auftritt. Etliche Elternpaare, die nicht nur die Libido ihrer Kinder in Gefahr sehen, sondern auch gleich eine Gefährdung der gesamten Gesellschaft befürchten, wollen mit aller Macht verhindern, was da seinen Lauf nimmt. Sie vertreten die Ansicht, dass man Fats Domino vielleicht gerade noch anhören könne, aber ihn auch noch sehen zu müssen, gehe zu weit.
Auch die Jugendlichen Susan, Cookie und Tony lassen sich hinreißen von der Begeisterungswelle, die überall überzuschwappen scheint. Sie wollen bei der Show dabei sein und schwänzen die Schule. Wie andere auch gründen sie eine Musikgruppe, nennen sich „The Egg Rolls“, und rufen außerdem einen Ort ins Leben, an dem junge Menschen ihre Zeit verbringen können. Ihren Eltern erzählt Susan, dass sie nach der Schule noch in die Bibliothek gehe.
Als Band treten Susann, Cookie und Tony dann in der von Danny Klay moderierten Fernsehshow „The 3 O’Clock Hop“ an. Da auch ihre Eltern extrem konservativ sind und zu denen gehören, die sich zusammengetan haben, kann das nicht gutgehen. Auch unter den Jugendlichen grassieren Intrigen und Neid, denn jeder von ihnen möchte im Rampenlicht stehen. Als Susans Mutter, die gemeinsam mit anderen Müttern nachmittags Domino spielt, mehr zufällig ihre eigene Tochter im Fernsehen beim Tanzen und Singen sieht, ist nicht nur sie schockiert. Dort halten sich doch tatsächlich schwarze Musiker im selben Raum auf, wie ihre Kinder. Das hat Folgen für Susan, denn ihre Eltern drohen damit, die Bewerbungen ihrer Tochter für ein auswärtiges College zu unterbinden. Die Eltern verteufeln die Musikrichtung Rock ’n’ Roll und sind davon überzeugt, dass diese Musik ihre Kinder negativ beeinflussen könne. Zumal biete die angestrebte Musikkarriere ihren Kindern keine solide Lebensgrundlage. So tun sich Susans Eltern mit gleichgesinnten Eltern zusammen, um dafür zu sorgen, dass die Fernsehshow nicht weiter ausgestrahlt wird und auch, um diese Musik, die dort dargeboten wird, insgesamt verbieten zu lassen.
Danny Klay, der Moderator der Fernsehshow, nutzt diese dazu, einen Scheinprozess zu inszenieren, in dem die anwesenden Menschen darüber abstimmen sollen, ob Rock ’n’ Roll an sich schuldig oder unschuldig sei. Es soll darüber entschieden werden, ob diese „wilde Musik“ tatsächlich „schädlich“ ist. Auch der stets in eine Lederjacke gehüllte Rebell Lucky kann nicht verhindern, dass die konservativen Kräfte in der Stadt zunehmend stärker werden, was dann dazu führt, dass der Club während einer Aufführung geschlossen wird. Die Jugendlichen sind jedoch nicht gewillt, das einfach so hinzunehmen, es kommt zu einem Aufstand in der kleinen Stadt.

## Produktion

### Produktionsnotizen
Produziert wurde der Film von Spelling Films International. Vertrieben wurde er in den USA von Showtime Networks und auf DVD von Walt Disney Home Video. Die Ausstrahlung im amerikanischen Fernsehen erfolgte durch Disney-ABC Domestic Television. Für die Special Effects war Bellissimo/Belardinelli Effects zuständig.
Todd Everett verwies bei Variety darauf, dass Shake, Rattle and Rock, der neueste Teil der nostalgischen Rebel Highway-Serie mit Exploitation-Bildern von Showtime sei und von dem gleichnamigen Film aus dem Jahr 1956 sowie von dem Film Hairspray von John Waters aus dem Jahr 1988 und von Rock ’n’ Roll Highschool von Regisseur Allan Arkush aus dem Jahr 1979 inspiriert sei. Arkush bringe mehrere Mitglieder der Besetzung von Rock ’n’ Roll Highschool wieder zusammen. So Mary Woronow, die böse Hauptdarstellerin des früheren Films, Miss Evelyn Togar, die hier Susans sich einmischende Nachbarin mit demselben Namen spiele. Mit dabei seien auch die High-School Stars P.J. Soles und Dey Young, die als Togars Freunde besetzt seien und Dick Miller spiele erneut einen Polizisten. Außerdem seien die zu Schauspielern gewordenen LA-Rocker John Doe und James Intveld als Lucky und dessen Kerouac zitierender Kumpel zu sehen. Der LA-Club-Promoter und gelegentliche MTV-Moderator Riki Rachtmann gelte als echter Rocker Eddie Cochran. Paul Anka sei für ein paar Sekunden als Metzger zu sehen, der gegen die Vermischung von Schwarzen und Weißen protestiere und Howie Mandel überzeuge als engagierter DJ. Jenifer Lewis und Rhythma-and-Blues-Gigantin Ruth Brown seien als Mutter und Tante der Leadsängerin der Sirens (Latanyia Baldwin) zu sehen. Die Gruppe werde vom echten Quartett For Real gespielt. Susans Gesang werde von der LA-Singer-Songwriterin Julianna Raye synchronisiert, die als Gitarristin bei den Eggrolls zu sehen ist.

### Soundtrack
- The Girl Can’t Help It von Bobby Troup, vorgetragen von Little Richard
- Ain’t That a Shame von Fats Domino & David Bartholomew, vorgetragen von Fats Domino
- C’mon Everybody von Eddie Cochran & Jerry Capehart, vorgetragen von Eddie Cochran
- Every Night von Brooks & Buckner, vorgetragen von The Robins
- Since I First Met You von H. B. Barnum, vorgetragen von The Robins
- Lonely Teenager und You Oughta Know Me Better, vorgetragen von Julianna Raye
- Blue Moon von Richard Rodgers & Lorenz Hart, vorgetragen von For Real
- Look in My Eyes, vorgetragen von For Real
- All Around the World, vorgetragen von For Real und Julianna Raye
- Do You Wanna Dance von Bobby Freeman, vorgetragen von For Real
- She Put the Bomp, vorgetragen von For Real

### Veröffentlichung
Der internationale beziehungsweise der Kinostart des Films in den Vereinigten Staaten erfolgt am 26. August 1994. Veröffentlicht wurde die Produktion zudem in folgenden Ländern: Brasilien, Finnland, Deutschland, Japan, in den Niederlanden, in Portugal, Russland, Spanien und in Venezuela.

## Rezeption

### Kritik
Rotten Tomatoes bezeichnete den Film als ein „spaßiges Techtelmechtel“ („fun romp“). Tracy Moore befand am 7. Oktober 2014 bei Common Sense Media, das farblose 50er-Jahre-Remake sei voller Andeutungen und ohne Tiefe. Weiter führte sie aus, Ziel dieses Films sei es, den Zeitgeist der 1950er-Jahre durch einen Hauch von Nostalgie der 1990er-Jahre einzufangen, am Ende aber bleibe alles eher oberflächlich. Dem Film fehle so etwas wie Tiefe oder ein echtes Empfinden dafür, worum es eigentlich gehe. Oft fühle es sich an, als wären Dialogfetzen in eine Reihe von Musiknummern eingearbeitet worden, die – obwohl einige gut seien – uns sehr wenig über die Realität der Teenager erzählten, die in dieser Zeit aufgewachsen seien.
Christopher Null verglich den Film auf der Seite filmcritic.com am 12. August 2001 mit dem Musikfilm Hairspray von John Waters, dessen Qualitäten er jedoch nicht aufweise („doesn’t bear nearly the pleasures of a Waters’ movie“). Er sei „flach“ und „blödsinnig“ („plain dull“), „stets vorhersehbar“ („invariably predictable“) sowie „leblos“. Die Darstellungen der „charmanten“ Patricia Childress sowie die von Max Perlich, lobte Null hingegen.
Hans Jörg Marsilius befasste sich für das Lexikon des internationalen Films/Filmdienst mit der Produktion und sprach von einem „grellen Filmchen“, in dem es zum Eklat komme, während das Filmchen „in seinen bunten, betont kitschigen Kulissen zwischen naiver Gesellschaftskritik und Komödie hin- und herschlinger[e]“. Marsilius holte dann zum Rundumschlag aus, da er dem Film absolut nichts abgewinnen konnte: „Daneben fragt man sich des öfteren, ob hier der (schlechte) Geschmack einer Epoche überzeichnet und damit bloßgestellt werden soll oder ob es sich um unfreiwillige Plattheiten eines B-Movies handelt. Völlig überdesigned und letztlich mit einer belanglosen Story ausgestattet, wird der Film selbst das angepeilte jugendliche Publikum verfehlen. Hier kommen weder Rock'n'Roll noch Komödien-Fans auf ihre Kosten. – Ab 14.“
Das Fernsehmagazin TV direkt 5/2007 kritisierte, der Film sei „etwas hüftsteif“.
Nathan Rabin befasste sich für die Seite AV Club mit dem Film und stellte vorab fest: Zu Beginn der Clinton-Ära starteten Miramax und Showtime ein vielversprechendes Experiment und beauftragten schrullige Regisseure damit, Low-Budget-Genrefilme zu drehen, die auf den Titeln von Exploitation-Filmen aus der Eisenhower-Ära aus Sam Arkoffs AIP-Studio basierten. Rabin meinte, Allan Arkushs Film Rock 'n' Roll High School gelte als einer der größten Rockfilme aller Zeiten. High School, Shake, Rattle _& Rock! stelle in ähnlicher Weise die erwachsenen Kräfte der Unterdrückung gegen den jugendlichen, anarchischen Geist des Rock ’n’ Roll. Shake sei eine absolut perfekte Mischung aus Satire, Musik und Gesellschaftskommentaren und trage seine Einflüsse offen zur Schau. Rabins Bewertung des Films endete ebenso begeistert. Er schrieb, Shake sei klug und lustig und mache mit seinen tadellosen Einflüssen alles richtig, zudem habe der Film gleichzeitig einen einzigartig schwindelerregenden, unschuldigen Charme.
Auch Buzz McClains Rezension für Allmovie fiel sehr positiv aus. Er schrieb, der Film fange einen Großteil der kampflustigen Kultatmosphäre ein, die er offensichtlich habe erzeugen wollen, wenn man bedenke, dass der Regisseur Allan Arkush ausgewählt worden sei, der vor allem für seine thematisch ähnlichen Filme bekannt sei. Was dem Film entscheidend zum Erfolg verhelfe, sei aber die jugendliche Ausgelassenheit seiner Hauptdarstellerin Renée Zellweger, die diese frühe Gelegenheit genutzt habe, indem sie in jeder Szene Energie und Charme ausstrahle. Auch die aktuellen Themen – Rassismus, unterdrückerischer Konservatismus, rebellische Jugend – würden behutsam behandelt, aber nicht beiseite gewischt. McClain endete mit den Worten: Eine helle, rasante Produktion mit einer Besetzung, die genauso frech ist wie ihr Star, Shake, Rattle & Rock verdient einen Blick.
Auf der deutschen Seite Evil-Ed.de war man der Meinung dies sei „ein richtig guter Musikfilm“. Die Liebe des Regisseurs zur Musik und „seine sichere Hand sowohl in komischen als auch in tragischen Momenten“ sorgten dafür, dass die „84 Minuten Laufzeit wie im Fluge vergehen“ würden und man sich beim „überraschenden Ende durchaus noch eine halbe Stunde Verlängerung“ wünsche. So entpuppe sich der Film als eine „Unterhaltungsmaschine erster Klasse, die auch vor kritischen Themen wie dem damals noch alltäglichen Rassismus und Vorurteilen gegenüber Lederjacken tragenden Jugendlichen nicht zurückschreck[e]“. Diese Themen würden allerdings „nicht mit moralischem Zeigefinger präsentiert, sondern sozusagen ‚Matter of Fact‘ dargestellt – es gehörte halt damals zum Leben in Amerika dazu“. Dies sei „ein Musikfilm der weit besser“ sei als „sein Bekanntheitsgrad vermuten“ lasse und „den man wirklich jedem Musikliebhaber nur uneingeschränkt empfehlen“ könne.
Für den Filmkritiker R. Emmet Sweeney stellte sich der Film unter der Regie von Allan Arkush in hellen Pastelltönen und mit einem umfassenden Soundtrack voller Pop-Hits (von Fats Domino bis Eddie Cochran) neben Runaway Daughters, dem kulturell präzisesten Film der Reihe, als eine fröhliche und nachdenkliche Reminiszenz an die Rockmusicals der 50er Jahre, hier ein Remake des Edward L. Cahn-Films aus dem Jahr 1956 über eine Stadt, die versuche, Rock ’n’ Roll zu verbieten, dar. Arkush entlocke Zellweger, einem frechen Kaschmirknäuel mit einem ausgeprägten Gespür für ihre persönlichen Rechte, eine mühelos ansprechende Darbietung. Der Regisseur habe auch einen leichten und sehr witzigen, ironischen Touch bei der Darstellung der rückschrittlichen Haltung der Eltern, deute aber an, dass diese komischen Possenreißer keine zu überwindenden Handlungspunkte seien, sondern die Avatare  einer ganzen Kultur. Anstelle des erwarteten Endes ende der Film mit einem Ton gedämpfter Verzweiflung, indem die Freiheit widerwillig aufgeschoben werde.